# Fight (musikgrupp)
Fight var ett band som Rob Halford bildade tillsammans med Scott Travis när Halford hoppade av Judas Priest. Travis hoppade aldrig av Judas Priest, utan fortsatte i bandet som vanligt. Sättningen var komplett när gitarristerna Russ Parrish och Brian Tilse kom till tillsammans med basisten Jay Jay. Halford själv spelade även gitarr på en del låtar. 
Musikstilen skiljer sig dock från Judas Priest. Den är lite mer blandad, en del hårdare låtar, en del lite mer mjuka och på deras andra studioalbum A Small Deadly Space så togs svängarna ut rejält.

## Medlemmar
Senaste medlemmar
- Rob Halford – sång, gitarr (1992–1995)
- Brian Tilse – gitarr (1992–1995)
- Jay Jay (Jack Brown) – basgitarr (1992–1995)
- Scott Travis – trummor (1992–1995)
- Mark Chaussee – gitarr (1994–1995)

Tidigare medlemmar
- Russ Parrish – gitarr, keyboard (1992–1994)

Turnerande medlemmar
- Robby Lochner – gitarr (1994)

## Diskografi
Studioalbum
- 1994 – War of Words
- 1995 – A Small Deadly Space

EP
- 1993 – Nailed To The Gun

Singlar
- 1993 – "Little Crazy"
- 1993 – "Little Crazy (Acoustic)"
- 1993 – "Nailed to the Gun"
- 1994 – "Christmas Ride"
- 1994 – "Immortal Sin"
- 1995 – "Blowout in the Radio Room"
- 1995 – "I Am Alive"

Samlingsalbum
- 1994 – Mutations
- 2007 – K5 – The War of Words Demos
- 2008 – Into the Pit (3CD Box)

Video
- 2007 – War of Words - The Film (DVD + CD)